# Brian Leizza
Brian Alexis Leizza (Buenos Aires, 28 aprile 2000) è un calciatore argentino, difensore del Los Andes in prestito dal Tigre.

## Caratteristiche tecniche
Gioca come difensore centrale.

## Carriera
Leizza è cresciuto nel settore giovanile del Tigre, con cui ha debuttato il 22 ottobre 2020 nell'incontro di Coppa Libertadores perso 5-0 contro il Palmeiras. Il 7 giugno 2022 ha firmato il primo contratto professionistico con il club rossoblu ed è stato promosso in prima squadra. Ha segnato il suo primo gol ufficiale il 13 febbraio 2023 nell'incontro di Primera División pareggiato 2-2 contro il Racing Club.
Nell'agosto del 2023 è stato ceduto in prestito al Central Córdoba (SdE).

## Statistiche

### Presenze e reti nei club
Statistiche aggiornate al 2 aprile 2024.
| Stagione        | Squadra               | Campionato      | Campionato | Campionato | Coppe nazionali | Coppe nazionali | Coppe nazionali | Coppe continentali | Coppe continentali | Coppe continentali | Altre coppe | Altre coppe | Altre coppe | Totale | Totale | Totale |
| Stagione        | Squadra               | Comp            | Pres       | Reti       | Comp            | Pres            | Reti            | Comp               | Pres               | Reti               | Comp        | Pres        | Reti        | Pres   | Reti   |        |
| --------------- | --------------------- | --------------- | ---------- | ---------- | --------------- | --------------- | --------------- | ------------------ | ------------------ | ------------------ | ----------- | ----------- | ----------- | ------ | ------ | ------ |
| 2020            | Tigre                 | PBN             | 0          | 0          | CA              | 0               | 0               | CL                 | 1                  | 0                  |             | -           | -           | 1      | 0      |        |
| 2022            | Tigre                 | PD              | 11         | 0          | CA+CdL          | 0               | 0               |                    | -                  | -                  | TC          | 1           | 0           | 12     | 0      |        |
| 2023            | Tigre                 | PD              | 11         | 1          | CA              | 1               | 0               | CS                 | 3                  | 0                  |             | -           | -           | 15     | 1      |        |
| 2023            | Central Córdoba (SdE) | PD              | -          | -          | CA+CdL          | 0               | 0               |                    | -                  | -                  |             | -           | -           | 0      | 0      |        |
| 2024            | Central Córdoba (SdE) | PD              | 0          | 0          | CA+CdL          | 0+6             | 0               |                    | -                  | -                  |             | -           | -           | 6      | 0      |        |
| Totale carriera | Totale carriera       | Totale carriera | 22         | 1          |                 | 7               | 0               |                    | 4                  | 0                  |             | 1           | 0           | 34     | 1      |        |